# Le Tanu
Le Tanu település Franciaországban, Manche megyében. Lakosainak száma 421 fő (2022. január 1.). Le Tanu Champrepus, Bourguenolles, La Haye-Pesnel, La Lande-d’Airou, La Lucerne-d’Outremer, Le Luot, La Mouche és Le Parc községekkel határos.

## Népesség
A település népességének változása:
| Lakosok száma | 268  | 265  | 260  | 322  | 372  | 376  | 396  | 406  | 410  | 421  |
|               | 1968 | 1982 | 1990 | 2006 | 2013 | 2015 | 2017 | 2019 | 2020 | 2022 |